# Războaiele Iudaico-Romane
Războaiele Iudaico-Romane au fost o serie de revolte ale evreilor contra romanilor în provincia Iudeea a Imperiului Roman.
- Asediul Ierusalimului (63 î.Hr.)
- Asediul Ierusalimului (37 î.Hr.)
- Asediul Ierusalimului (70)
- Asediul Masadei (72-73)
- Primul Război Iudaico-Roman, cunoscut și ca: Marea Revoltă a Evreilor (66-73)
- Al Doilea Război Iudaico-Roman, cunoscut și ca: Războiul Kitos (115-117)
- Al Treilea Război Iudaico-Roman, cunoscut și ca: Revolta lui Bar Kokhba (132-135)
- Revolta ebraică contra lui Gallus (351)
- Revolta ebraică contra lui Heraclius (613).

## Galerie

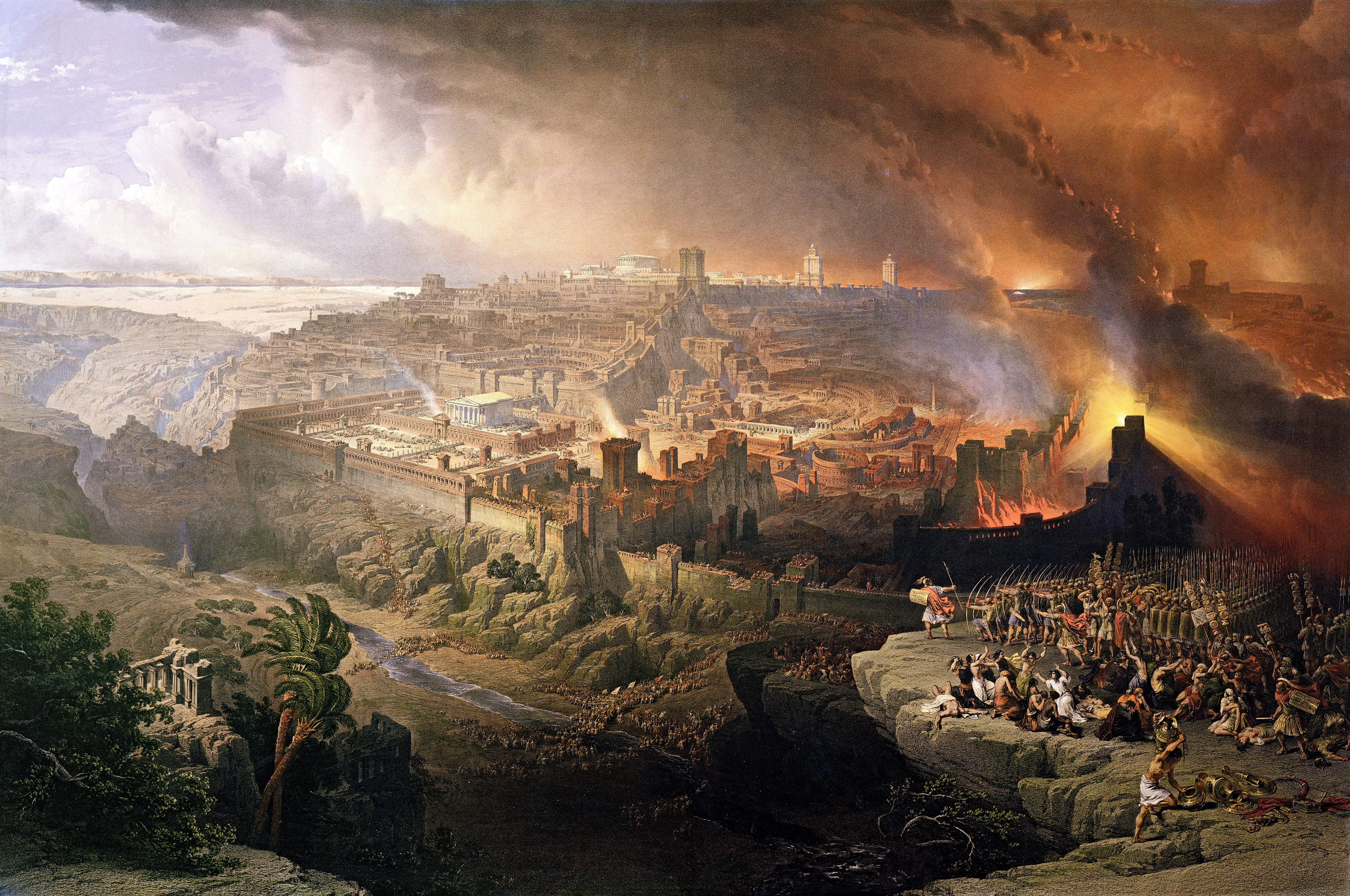
Asediul și distrugerea Ierusalimului din anul 70
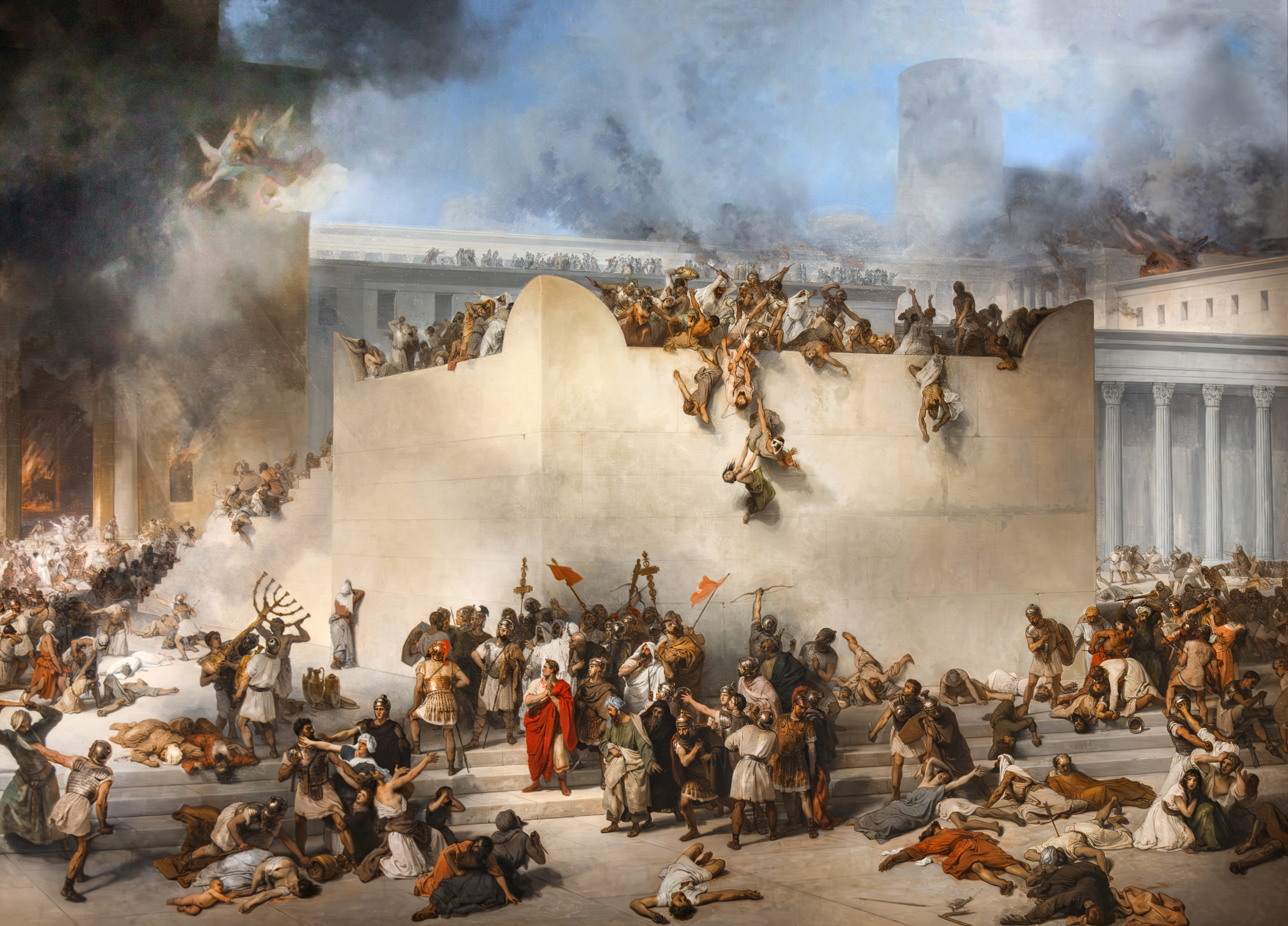
Masacrul de la Templul lui Solomon
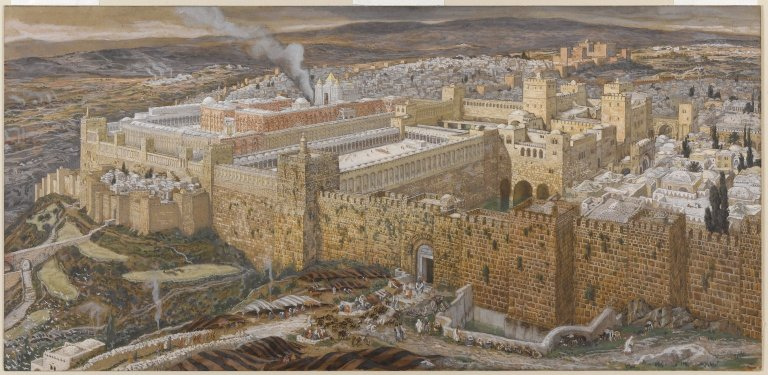
Asediul Ierusalimului
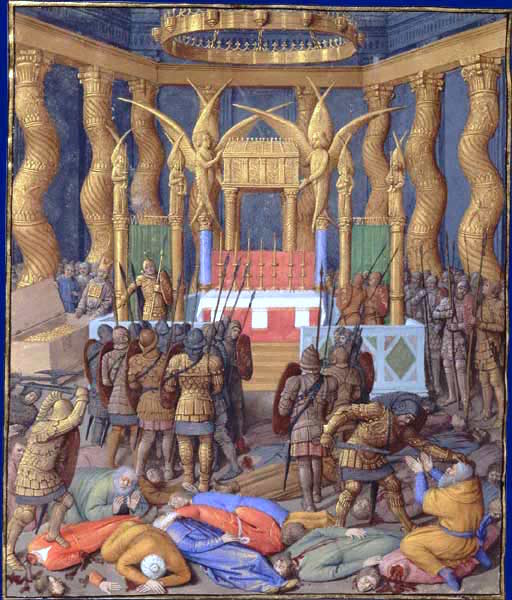
Pompei profanând Templul din Ierusalim
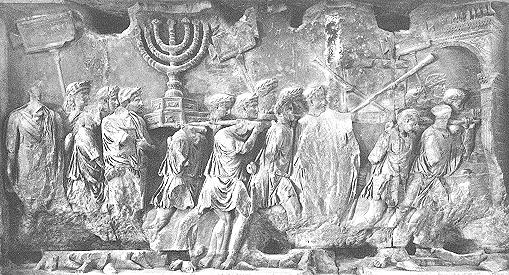
Tezaurul Ierusalimului în procesiunea triumfală a lui Titus la Roma